# Wilton Manors
Wilton Manors és una població dels Estats Units a l'estat de Florida. Segons el cens de l'1 de juliol de 2006 tenia 12.879 habitants.

## Demografia
Segons el cens del 2000, Wilton Manors tenia 12.697 habitants, 5.876 habitatges, i 2.467 famílies. La densitat de població era de 2.527 habitants/km².
Dels 5.876 habitatges en un 18,1% hi vivien nens de menys de 18 anys, en un 28,4% hi vivien parelles casades, en un 9% dones solteres, i en un 58% no eren unitats familiars. En el 40,7% dels habitatges hi vivien persones soles el 9,7% de les quals corresponia a persones de 65 anys o més que vivien soles. El nombre mitjà de persones vivint en cada habitatge era de 2,06 i el nombre mitjà de persones que vivien en cada família era de 2,91.
Per edats la població es repartia de la següent manera: un 16,6% tenia menys de 18 anys, un 6,3% entre 18 i 24, un 36,4% entre 25 i 44, un 25% de 45 a 60 i un 15,7% 65 anys o més.
L'edat mediana era de 40 anys. Per cada 100 dones de 18 o més anys hi havia 128,2 homes.
La renda mediana per habitatge era de 38.366 $ i la renda mediana per família de 43.346 $. Els homes tenien una renda mediana de 31.857 $ mentre que les dones 26.522 $. La renda per capita de la població era de 21.770 $. Entorn del 10,7% de les famílies i el 15,4% de la població estaven per davall del llindar de pobresa.

## Poblacions més properes
El següent diagrama mostra les poblacions més properes.